# Jean Bosco Ntibitura
Jean Bosco Ntibitura ist ein ruandischer Politiker. Er ist seit November 2024 Gouverneur der Westprovinz.

## Karriere
Am 5. Juni 2023 ernannte Präsident Paul Kagame Ntibitura zum Generaldirektor zuständig für innere Sicherheit der National Intelligence and Security Services (NISS). Die Position hatte zuvor Gasana Alfred inne. Am 23. November 2024 wurde Ntibitura zum neuen Gouverneur der Westprovinz ernannt. Sein Vorgänger Lambert Dushimimana war seit September 2023 im Amt als Gouverneur der Provinz.